# Marie von Brühl
Marie Sophie von Brühl (3. juni 1779 – 28. januar 1836) var en del af den tyske adelsslægt von Brühl som stammer fra Thüringen.
Hun blev født i Warszawa. Hun blev gift med Carl von Clausewitz d. 17. december 1810. De havde mødt hinanden i 1803. Parret havde et intellektuelt samarbejde, der anses for afgørende for udvikling af hans Om krig – det var Marie, der efter Clausewitz' død i 1831 færdigredigerede bogen og skrev forordet til den.
Fra 1832 til 1834 udgav hun Clausewitz' efterladte værker (hans mest berømte Om krig er kun en del heraf).
Marie von Brühl var barnebarn af den tyske statsmand Heinrich von Brühl.
1. ↑  Navnet er anført på engelsk og stammer fra Wikidata hvor navnet endnu ikke findes på dansk.